# Teren zamknięty
Teren zamknięty – teren o charakterze zastrzeżonym ze względu na obronność i bezpieczeństwo państwa, określany w Polsce przez właściwych ministrów i kierowników urzędów centralnych.